# Hugo Bürgel

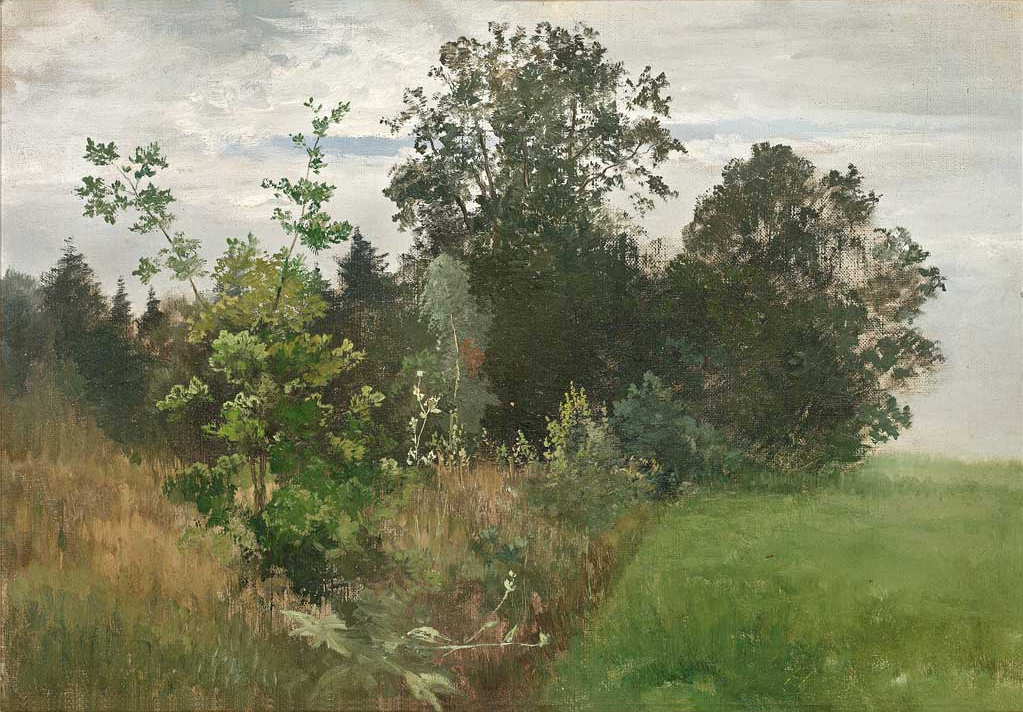
Sommarlandskap.

Hugo Bürgel, född 14 april 1853 i Landshut, död 3 juli 1903 i München, var en tysk konstnär. Han var far till Henry B. Goodwin.
Hugo Bürgel växte upp i Landshut och Regensburg. År 1885 blev han elev till landskapsmålaren August Fink och kom därefter fortsättningsvis att ägna sig åt landskapsmåleri. Han studerade också vid Adolf Liers konstskola i München och företog resor till Dachau, Freising och Rügen.
År 1886 blev han medlem av Münchner Kunstverein, 1887 medlem och 1896 ordförande i Münchner Künstlergenossenschaft. År 1898 gavs han professors titel.